# 千田荘
千田荘（ちだのしょう）は、中世の下総国匝瑳郡にあった荘園。現在の千葉県香取郡多古町付近に相当する。

## 概要
古代の匝瑳郡が匝瑳北条荘と匝瑳南条荘とに分割されたなかで、匝瑳北条荘の北西部が千田荘として独自に立荘されたものと考えられている。
『吾妻鏡』治承4年9月14日条に「下総国千田荘領家判官代親政」とみえるのが千田荘の初見であり、藤原親政（千田親政）は皇嘉門院判官代とされているので、当荘と皇嘉門院との関係が想定される。また『吾妻鏡』文治2年3月12日条「関東御知行国々内乃具未済庄々注文」にもみえるが、下総国では当荘と八幡荘のみ荘園領主の記載がない。
治承・寿永の乱の後八幡荘とともに千葉氏の拠点所領となり、藤原親政を生虜りにした常胤嫡孫成胤の娘である千田尼から甥の泰胤、その娘から宗胤へと継承された。だが肥前国小城郡で没した父頼胤に代わって宗胤が九州に赴いた間に、弟の胤宗に千葉氏の家督を横領されてしまった。当荘を本拠とした宗胤の長男胤貞は、折りしも勃発した南北朝の戦いに際し北朝方について、建武2年（1335年）には胤宗の子貞胤の本拠千葉荘を攻めた。これに対し貞胤方は当荘を蹂躙し、この騒乱は下総国中に波及したという。そして南朝方の新田義貞の軍に属した貞胤は、建武3年（1336年）10月に足利尊氏の軍に降伏した。しかし、胤貞は下総への帰途同年11月19日に三河国で病没し、降伏した貞胤は北朝方に寝返って胤宗の子孫が千葉氏宗家を称して存続した。そのため宗胤の次男胤泰の子孫は九州千葉氏として活路を見出したが、宗家の地位を失った下総の千田氏は衰退していった。
その後、享徳4年（1455年）享徳の乱で、原胤房に襲われた千葉胤直・胤宣親子が当荘に逃れ多古城と志摩城に立て籠るが馬加康胤に討たれて千葉氏宗家の嫡流が滅亡した。落城に際し志摩城を脱出した胤直の弟胤賢も南の小堤城で自刃して果てたが、胤賢は2人の子実胤と自胤を八幡荘まで落とさせた。八幡荘に落ちのびた実胤と自胤はさらに武蔵国に逃れて武蔵千葉氏となった。